# 仮面浪人

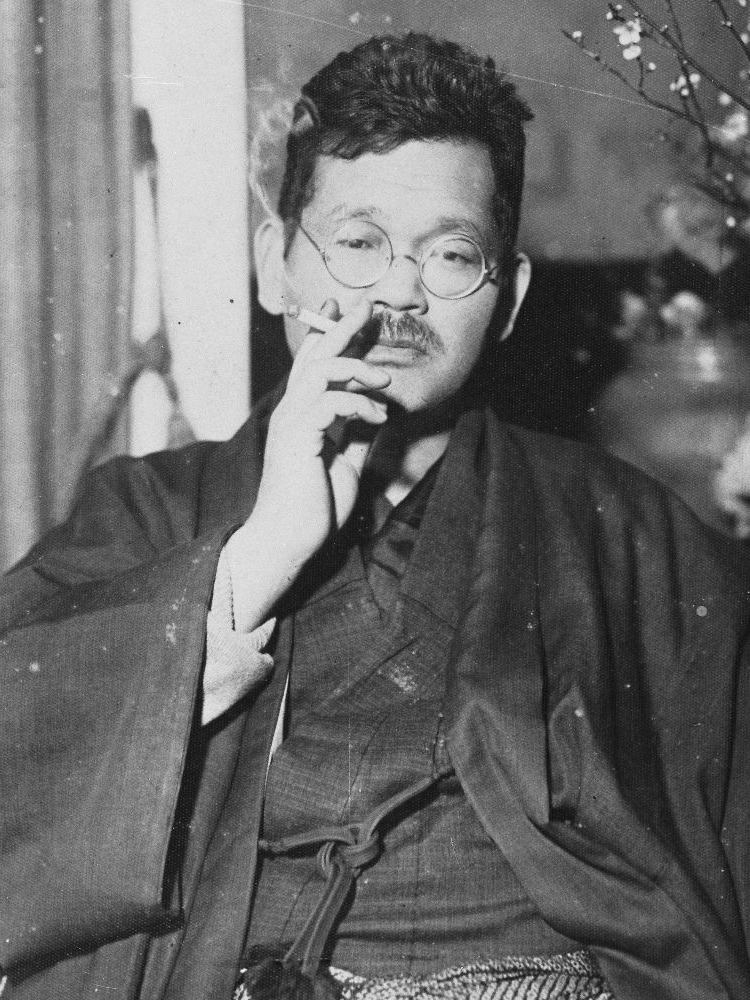
小説家の菊池寛は、早稲田大学に在籍しながら第一高等学校（現・東京大学教養学部）を受験・入学した後、さらに京都帝国大学に再入学した人物として知られる。

仮面浪人（かめんろうにん）とは、学校に入学・在籍しながら、（在籍校と同一入学資格の）他学校または他学部等の再受験を目指す浪人の一種。

## 概要
「仮面」とは学校に在籍しながら他の学校を目指して受験勉強をする立場を指していい、その「仮面」をつけて現役で進学した人よりも1年以上遅れて入学しようとする者である。すなわち「学校在籍者」でありながら浪人を行うことを言う。仮面浪人は、日本のみならず受験戦争が激しい韓国や中国でも近年散見される。東京大学合格者に対する調査によれば、多浪での合格者の多くが2浪目または3浪目から予備校での浪人から仮面浪人に切り替えている。

### メリット
- 本来は志望校ではない学校の学生・生徒であったとしても、学生・生徒としての社会的地位を得られる[2]。
- 学生・生徒の立場を確保しながら、次年度の入試で第一志望の学校を目指せる[2]。
- 結果的に失敗に終わっても、在籍校に残って卒業を目指せる[2]。
- 大学生活を体験することができる[2]。

### デメリット
- 「学生・生徒」と「浪人生」の中間という中途半端な状態となるため、在籍校の勉強をしながら志望校の受験勉強をする必要があり、二重に負担が掛かる[2]。
  - 確実に合格するために在籍校を捨て石にする場合はこの限りではないが、その覚悟で勉強しても確実に合格できるとは限らず、結果的には受験に失敗した上に、在籍校においても留年ないしは退学するに至るという二重のデメリットをはらむ可能性がある。
- 費用がかさむ[2]。志望校に合格して在籍校を退学した場合、その在籍校への入学の際に納入した学費等は基本的に返還されない。むしろ、新入学先の学校（以下「新入学校」）に入学金や授業料などを支払わなければならないため、その分経済的な負担が大きい。
- 友人関係やモチベーションの維持が難しい[2]。
- 仮面浪人する在籍校に入学したかった人の合格枠を奪うという倫理的な問題[6]。
- 元在籍校での在学期間が長いほど新入学校への入学年齢が本来の学生・生徒よりも高くなるため、入学後の学校生活などに影響を及ぼす場合がある。また卒業時における年齢も高くなるため[注釈 1]、就職活動などに影響を及ぼす場合がある。

### 仮面浪人をせざる得ない例
在籍校や志望校などの性質上、やむを得ず仮面浪人をせざる得ない場合も存在する。
- 大学（短期大学を含む）在学者が専門学校（専修学校専門課程）を希望する場合は中退・卒業を問わず、高等学校卒業者等（以下「高卒等」）として1年次から入学し直す形になり[注釈 2]、結果として仮面浪人をしたことになる。
- 高等専門学校（高専）の第3学年修了者においては高卒等に相当し[注釈 3]、大学など上位の学校を受験することができるが、第4学年または第5学年在学者であっても第3学年修了者として受験する扱いになるため[注釈 4]、やはりこの場合も仮面浪人ということになる。

### 仮面浪人と呼ばれない例
大学受験予備校の本科（「大学受験科」「高卒生コース」など）は翌年に大学を目指す高卒等が対象であり、このうち専修学校一般課程または各種学校扱いの予備校に在籍している者からすれば同一入学資格の学校を目指すことになるが、それでも仮面浪人ではなく「受験浪人」などと呼ばれるのが一般的である。

### その他の用法
仮面浪人は学校に在籍しながら他校の入学試験を目指すことだが、社会人として働きながら学校への入学を目指すことを「職場仮面浪人」と呼ぶことがある。また、組織に所属（あるいは内々定を受諾）しながら他組織への転職活動を行っている場合は「仮面就活」と呼ばれることもある。

## 歴史
「仮面浪人」という形態自体は古くから存在した。著名な事例として1921年（大正10年）に杉之原舜一が京都帝国大学法学部から東京帝国大学法学部を受験し合格したが、京大法学部教授会が杉之原を放校処分とし、東大も杉之原の入学を取り消した事件がある。大正デモクラシーの影響下で読売新聞がこの事件を取り上げ、行き場を失った学生に同情的な意見が出た。杉之原は京大法学部長の助力で最終的に京大に復学し、後に民法学者となっている。杉之原によれば京大生の東大再受験は当時でも珍しくはなかったという。
一説に「仮面浪人」という言葉は1970年代後半から使われ始めたとされる。それ以前は「潜在浪人」「在籍浪人」などという呼称があった。教育ジャーナリストの小林哲夫によると1979年当時、大学に在籍しながら浪人する者は一定数居たものの「仮面浪人」という言葉は聞いたことがなかったとしている。受験戦争が激化した1980年代になると、多くの大学で仮面浪人が見られるようになった。
1981年の『サンデー毎日』は「広島大キャンパスの"仮面浪人"たち 在学していても心は東大･京大へ」と題して広島大学における仮面浪人を特集した記事を組んでいる。1990年代になると『東京大学物語』（江川達也原作）などの漫画で仮面浪人をする生徒が描写された。2000年代になると東京大学に不合格となった学生が多い早稲田大学で「仮面浪人サークル」が立ち上げられるなど一部大学で定着するようになっていた。駿台予備学校の推計によれば、2007年に約1万7千人だった再受験生が2013年には約3万8千人に増加しており、（受験専念の）浪人が減少する一方で仮面浪人は増加傾向にあると報じられている。とりわけ2010年代以降の仮面浪人の増加は、私立大学の入学定員の厳格化に伴って有名大学の不合格者が増加したためとされ、近年は仮面浪人が3万人程度いるという推定もある。
かつては短期大学（学校教育法（以下「法」）第108条第2項）や高等専門学校（法第122条）と異なり、以下の学校・課程については卒業・修了しても大学の学部への編入学が認められていなかった。そのため、在学生が学部を希望する場合は高卒等として1年次から入学し直す必要があり（中退・卒業を問わず）、やむを得ず仮面浪人をせざる得なかった。
- 専門学校 - その後、1998年の法改正により適用（法第132条）。なお、法改正後も大学側の判断により編入学が認められない場合があり、その場合は1年次から入学し直すために仮面浪人をする必要がある。
- 下記の学校の各専攻科 - その後、2015年の法改正により適用。括弧内は適用後。
  - 高等学校（法第58条の2。以下準用）
  - 中等教育学校（法第70条）
  - 特別支援学校（法第82条）

## 著名な仮面浪人経験者

### 学者
- 小柴昌俊（物理学者） - 東京明治工業専門学校（現・明治大学理工学部）で仮面浪人して第一高等学校へ
- 西成活裕（数理物理学者） - 早稲田大学理工学部で仮面浪人して東京大学理科一類へ[18]
- 石黒一憲（法学者） - 京都大学で仮面浪人して東京大学へ
- 石黒圭（言語学者） - 北海道大学で仮面浪人して一橋大学社会学部へ
- 三好行雄（国文学者） - 九州帝国大学理学部で仮面浪人して、東京大学へ
- 磯田道史（歴史学者） - 京都府立大学で仮面浪人して慶應義塾大学文学部へ
- 山口昌男（文化人類学者） - 青山学院大学で仮面浪人して東京大学へ
- 小熊英二（社会学者） - 名古屋大学理学部で仮面浪人して東京大学へ
- 若泉敬（政治学者） - 明治大学で仮面浪人して東京大学法学部へ
- 小島茂（社会学者） - 東京外国語大学で仮面浪人して一橋大学へ
- 佐藤良明（文学者） - 東北大学で仮面浪人して東京大学へ
- 中田考（イスラム学者） - 早稲田大学政治経済学部で仮面浪人して東京大学文科三類へ
- 中沢新一（宗教史学者） - 早稲田大学文学部で仮面浪人し東京大学理科二類へ
- 中野聡（歴史学者） - 早稲田大学法学部で仮面浪人して一橋大学法学部へ
- 中村吉治（歴史学者） - 京都帝国大学で仮面浪人して東京帝国大学へ

### 政治・行政
- 小林鷹之（政治家）- 慶應義塾大学経済学部で仮面浪人して東京大学文科一類へ
- 仁坂吉伸（政治家、元和歌山県知事） - 京都大学で仮面浪人して東京大学へ
- 小西洋之（政治家） - 徳島大学医学部で仮面浪人し東京大学教養学部へ
- 新井将敬（政治家） - 東京大学理科一類で仮面浪人して東京大学文科一類へ
- 金子洋一（政治家） -　早稲田大学で仮面浪人して東京大学へ
- 熊坂義裕（政治家） - 東北大学で仮面浪人して弘前大学医学部へ
- 小寺次郎（外交官） - 東京外国語大学で仮面浪人して一橋大学へ
- 小林剛也（官僚） - 東京水産大学で仮面浪人し早稲田大学政治経済学部へ
- 杉本和行（官僚） -  京都大学で仮面浪人し東京大学へ
- 中川昭一（政治家） - 慶應義塾大学経済学部で仮面浪人して東京大学文科一類へ
- 山本忠通（外交官） - 早稲田大学理工学部を中退し東京工業大学（のちの東京科学大学）工学部へ
- 臥雲義尚（政治家） - 早稲田大学経済学部で2年間仮面浪人し東京大学へ
- 浅川雅嗣（官僚） - 早稲田大学で仮面浪人し東京大学へ[19]

### 法曹
- 今枝仁（弁護士） - 北九州市立大学商学部で仮面浪人し上智大学法学部へ
- 伊藤茂昭（弁護士） - 新潟大学医学部で仮面浪人し中央大学法学部へ

### 経済
- 安部敏樹（起業家） - 横浜国立大学経済学部で仮面浪人し東京大学文科Ⅱ類へ
- 臼井興胤（実業家） - 防衛大学校で仮面浪人し一橋大学商学部へ
- 斎藤英四郎（実業家） - 神戸商業大学で仮面浪人して東京帝国大学経済学部へ
- 袴田武史（起業家） - 上智大学理工学部で仮面浪人して名古屋大学工学部へ
- 穂刈正樹（起業家） - 信州大学教育学部で仮面浪人して横浜国立大学経営学部へ

### 作家・出版
- 菊池寛（作家） - 東京高等師範学校退学、明治大学退学、早稲田大学（徴兵逃れ）を経て第一高等学校へ
- 江上英樹（編集者） - 早稲田大学で仮面浪人して東京大学へ
- 遠藤周作（作家） - 上智大学で仮面浪人して慶應義塾大学文学部へ
- 河合敦（歴史研究家） - 桜美林大学経済学部で仮面浪人して青山学院大学史学科へ
- 小島一志（編集者） - 立教大学で仮面浪人して早稲田大学へ
- 中原中也（詩人） - 中央大学で仮面浪人して東京外国語大学へ
- 堀井憲一郎（フリーライター） - 仮面浪人を含む3浪を経て早稲田大学第一文学部へ
- 加藤志異（絵本作家） - 3浪を経て明治大学文学部へ進学するも仮面浪人して早稲田大学第二文学部へ

### 報道
- 田原総一朗（ジャーナリスト） - 早稲田大学第二文学部で仮面浪人して早稲田大学第一文学部へ
- 菅沼栄一郎（朝日新聞記者） - 慶應義塾大学で仮面浪人して東京大学へ
- 中島静佳（アナウンサー） - 龍谷大学で仮面浪人して千葉大学へ
- 斉藤一也（アナウンサー） - 早稲田大学で仮面浪人して東京大学へ
- 高瀬耕造（アナウンサー） - 同志社大学で仮面浪人して早稲田大学へ
- 植村智子（アナウンサー） - 某大学で仮面浪人して早稲田大学人間科学部へ

### 芸術・芸能
- 水野良樹（ミュージシャン、いきものがかり） - 明治大学政治経済学部で仮面浪人して一橋大学社会学部へ[20]
- 三浦奈保子（アイドル）- 早稲田大学法学部で仮面浪人して東京大学文科三類へ
- 草野マサムネ（ミュージシャン） - 東京造形大学で仮面浪人して武蔵野美術大学へ
- タケカワユキヒデ（歌手） - 横浜国立大学で仮面浪人して東京外国語大学へ
- 丹下健三（建築家） - 日本大学芸術学部で仮面浪人して東京帝国大学建築科へ
- 日比野克彦（美術作家） - 多摩美術大学で仮面浪人して東京芸術大学へ
- 布施英利（芸術家）- 千葉大学教育学部で仮面浪人して、東京芸術大学美術学部へ
- 山本コウタロー（歌手） - 上智大学で仮面浪人して一橋大学へ
- 濱井正吾（YouTuber、教育ジャーナリスト、ラジオパーソナリティ） -  大阪産業大学経済学部で仮面浪人して龍谷大学経済学部へ、卒業後に就職仮面浪人を経て9浪で早稲田大学教育学部へ

### 医学・教育
- 荒川英輔（医師） - 東京大学教育学部で仮面浪人して東北大学医学部へ
- 榎木英介（病理医） - 早稲田大学理工学部で仮面浪人して東京大学理科二類へ[21]
- 佐藤忠志（予備校講師） - 立教大学で仮面浪人して慶應義塾大学へ
- 佐藤東洋士（学校法人桜美林学園理事長）- 慶應義塾大学経済学部を中退後、桜美林大学文学部へ

### スポーツ
- 中竹竜二（ラグビー選手・指導者） - 福岡大学商学部で仮面浪人して早稲田大学人間科学部へ

### 皇族
- 佳子内親王（秋篠宮文仁親王次女） - 学習院大学で仮面浪人し国際基督教大学へ[22]

### 失敗・断念した著名な人物
- 松岡洋右（外交官） - 明治法律学校（明治大学の前身）で仮面浪人して東京帝国大学を目指したが外交官試験に目標変更
- 山田真貴子（官僚）- 早稲田大学法学部で仮面浪人して東京大学文科一類を受験するも失敗[23]
- 土井敏邦（ジャーナリスト）- 広島大学で医学部を目指して仮面浪人をしたが失敗[24]
- 井上ひさし（作家） - 上智大学で仮面浪人し弘前大学医学部と岩手医科大学を目指すも失敗
- 岡田龍太郎（俳優） - 同志社大学商学部で仮面浪人し東京大学を目指すも失敗[25]
- 徳井義実（お笑い芸人）- 花園大学で仮面浪人して関関同立を目指すも失敗[26]